# آرامگاه طاق گورستان مله
آرامگاه طاق قبرستان مله مربوط به دوره قاجار است و در شهرستان پل‌دختر، بخش مرکزی، دهستان جایدر، ۷۰۰ متری جنوب شرق روستای گری بلمک واقع شده و این اثر در تاریخ ۲۸ اسفند ۱۳۸۵ با شمارهٔ ثبت ۱۸۴۵۱ به‌عنوان یکی از آثار ملی ایران به ثبت رسیده است.